# Manui
Manui (en francès: Ile Manui) és un petit illot que pertany a l'arxipèlag conegut com les Illes Gambier a la Polinèsia Francesa. L'illa es troba deshabitada, a uns 1649 quilòmetres al sud-est de la capital la ciutat de Papeete, que posseeix una superfície de 0,1 quilòmetres quadrats, el punt més alt aconsegueix els 54 m sobre el nivell de la mar.